# Масельга (озеро)
Масельга — пресноводное озеро на территории Амбарнского сельского поселения Лоухского района Республики Карелии.

## Общие сведения
Площадь озера — 2 км², площадь водосборного бассейна — 123 км². Располагается на высоте 73,3 метров над уровнем моря.
Форма озера лопастная, продолговатая: оно более чем на шесть километров вытянуто с северо-востока на юго-запад. Берега изрезанные, каменисто-песчаные, преимущественно возвышенные.
Через озеро течёт река Гридина, впадающая в Белое море.
В озере более десяти безымянных островов различной площади, однако их количество может варьироваться в зависимости от уровня воды.
К северу от озера проходит лесная дорога.
Населённые пункты вблизи водоёма отсутствуют.
Код объекта в государственном водном реестре — 02020000711102000002804.